# Ostrava Open
O Ostrava Open, atualmente patrocinado como AGEL Open, é um torneio de tênis profissional feminino disputado em quadras duras cobertas e faz parte do WTA Tour. Atualmente é um torneio de nível WTA 500 realizado em outubro, disputado em quadras duras cobertas e organizado pela primeira vez em 2020 por mais de 20 anos para compensar os muitos torneios cancelados durante a temporada de 2020, devido à pandemia de COVID-19 em andamento.
De 1994 a 1998, o Czech Indoor foi um torneio de tênis masculino que fazia parte da World Series do ATP Tour. Foi disputado na ČEZ Aréna em Ostrava, na República Tcheca, e foi disputado em quadras cobertas de carpete.
Em 1999, a Nokia Cup foi um torneio do WTA Tour. Foi disputado em Prostějov, na República Tcheca, e disputado em quadras cobertas de carpete.

## Resultados

### Simples femininas
| Local     | Ano                | Campeã            | Vice-campeã        | Resultado     |
| Prostějov |                    |                   |                    |               |
| --------- | ------------------ | ----------------- | ------------------ | ------------- |
| Prostějov | 1999               | Henrieta Nagyová  | Silvia Farina      | 7–6(7–2), 6–4 |
| Ostrava   |                    |                   |                    |               |
| 2020      | Aryna Sabalenka    | Victoria Azarenka | 6–2, 6–2           |               |
| 2021      | Anett Kontaveit    | Maria Sakkari     | 6–2, 7–5           |               |
| 2022      | Barbora Krejčíková | Iga Świątek       | 5–7, 7–6(7–4), 6–3 |               |

### Duplas femininas
| Local     | Ano                           | Campeãs                          | Vice-campeãs                    | Resultado     |
| Prostějov |                               |                                  |                                 |               |
| --------- | ----------------------------- | -------------------------------- | ------------------------------- | ------------- |
| Prostějov | 1999                          | Alexandra Fusai Nathalie Tauziat | Květa Hrdličková Helena Vildová | 3–6, 6–2, 6–1 |
| Ostrava   |                               |                                  |                                 |               |
| 2020      | Elise Mertens Aryna Sabalenka | Gabriela Dabrowski Luisa Stefani | 6–1, 6–3                        |               |
| 2021      | Sania Mirza Zhang Shuai       | Kaitlyn Christian Erin Routliffe | 6–3, 6–2                        |               |
| 2022      | Caty McNally Alycia Parks     | Alicja Rosolska Erin Routliffe   | 6–3, 6–2                        |               |

### Simples masculinas
| Local   | Ano  | Campeão            | Vice-campeão       | Resultado     |
| Ostrava |      |                    |                    |               |
| ------- | ---- | ------------------ | ------------------ | ------------- |
| Ostrava | 1994 | MaliVai Washington | Arnaud Boetsch     | 4–6, 6–3, 6–3 |
| Ostrava | 1995 | Wayne Ferreira     | MaliVai Washington | 3–6, 6–4, 6–3 |
| Ostrava | 1996 | David Prinosil     | Petr Korda         | 6–1, 6–2      |
| Ostrava | 1997 | Karol Kučera       | Magnus Norman      | 6–2, ret.     |
| Ostrava | 1998 | Andre Agassi       | Ján Krošlák        | 6–2, 3–6, 6–3 |

### Duplas masculinas
| Local   | Ano  | Campeões                      | Vice-campeões                    | Resultado     |
| Ostrava |      |                               |                                  |               |
| ------- | ---- | ----------------------------- | -------------------------------- | ------------- |
| Ostrava | 1994 | Martin Damm Karel Nováček     | Gary Muller Piet Norval          | 6–4, 1–6, 6–3 |
| Ostrava | 1995 | Jonas Björkman Javier Frana   | Guy Forget Patrick Rafter        | 6–7, 6–4, 7–6 |
| Ostrava | 1996 | Sandon Stolle Cyril Suk       | Ján Krošlák Karol Kučera         | 7–6, 6–3      |
| Ostrava | 1997 | Jiří Novák David Rikl         | Donald Johnson Francisco Montana | 6–2, 6–4      |
| Ostrava | 1998 | Nicolas Kiefer David Prinosil | David Adams Pavel Vízner         | 6–4, 6–3      |